# 香槟和枫丹
香槟和方丹（法語：Champagne-et-Fontaine，法語發音：[ʃɑ̃paɲ e fɔ̃tɛn]）是法国多尔多涅省的一个市镇，位于该省西北部，属于佩里格区。该市镇于1832年由原市镇香槟（Champagne）和方丹（Fontaine）合并而成。

## 地理
香槟和方丹（45°25'18"N, 0°19'2"E）面积25.04 平方千米，位于法国新阿基坦大区多爾多涅省，该省份为法国西南部内陆省份，是法國本土面积第三大的省，大致对应佩里戈尔地区，北起顺时针与夏朗德省、上维埃纳省、科雷兹省、洛特省、洛特-加龙省、吉倫特省和滨海夏朗德省接壤。
与香槟和方丹接壤的市镇（或旧市镇、城区）包括：布朗扎盖-圣西巴尔、居拉、拉沙佩勒-格雷西尼亚克、埃东、谢尔瓦勒、古-罗西尼奥勒、楠特伊-欧里亚克德布尔扎克、旺杜瓦尔、拉罗什博库尔和阿让蒂讷、维勒布瓦拉瓦莱特。
香槟和方丹的时区为UTC+01:00、UTC+02:00（夏令时）。

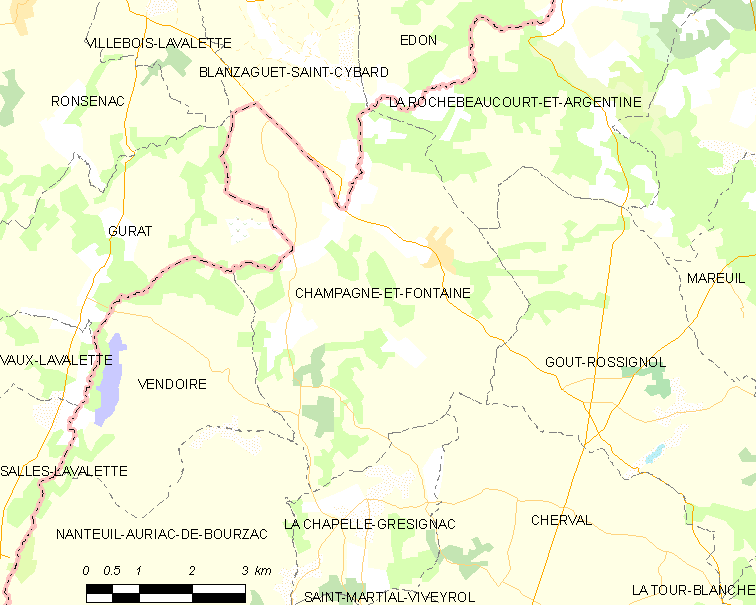
香槟和方丹的OSM定位图

## 行政
香槟和方丹的邮政编码为24320，INSEE市镇编码为24097。

## 政治
香槟和方丹所属的省级选区为里贝拉克县。

## 人口

1962-2008年间香槟和方丹人口变化图示

香槟和方丹于2022年1月1日时的人口数量为343人。